# Нагов’я (присілок)
Нагов’я (рос. Наговье) — присілок в Торопецькому районі Тверської області Російської Федерації.
Населення становить 125 осіб. Входить до складу муніципального утворення Пожинське сільське поселення.

## Історія
Від 2005 року входить до складу муніципального утворення Пожинське сільське поселення.

## Населення
| 2010 |
| ---- |
| 125  |